# 堀井友徳
堀井 友徳（ほりい とものり、1973年 - ）は日本の作曲家である。

## 略歴
本名、堀井智則（ほりいと ものり）。北海道苫小牧市出身 。2007年10月、友徳（とものり/ゆうとく）に改名。
1991年度札幌日本大学高等学校卒業。
1992年、東京音楽大学器楽専攻（打楽器）入学。その後作曲を志し、副科で藤原豊に、和声学を有馬礼子に師事。1994年同大学作曲専攻に再入学、正規に伊福部昭クラスの最終門下となる。並行して池野成、三木稔のゼミナールにも参加。1997年度同大学卒業。
映画『ゴジラvsデストロイア』、交響組曲『わんぱく王子の大蛇（おろち）退治』 のスコア書き、キングレコードの数々のセッション録音等のアシスタントを務め、卒業後も、その他伊福部昭の最晩年のアシスタントを師が没するまで務めた。
長く東京で活動していたが、伊福部昭の死後、北海道へ戻る。
2008年1月より道新文化センター講師。また、NHK全国学校音楽コンクール北海道ブロック地区予選審査員を務める。
現在、自宅で音楽教室「HORII MUSIC ROOM」を主宰、ピアノと作曲を中心に後進の指導に当たっている。

## 作品
- 二面の二十絃箏のための譚章（1994）
- 箏群と打楽器のための喜遊曲（1997）
- 二十絃箏のための4つの小品集（1997）
- 二十絃箏曲 譚楽（1998）
- 二台のマリンバのための組曲 ローズウッド・ファンタジー（2000）
- ヴァイオリンとチェンバロのためのロマンツァ（2000）元イムジチ合奏団コンサートマスター、フェデリコ・アゴスティーニ初演
- 二十絃箏曲 艶楽（2000）
- フルートと二十絃箏のための萌黄色の朝への前奏曲（2001）
- クラリネットとピアノのためのロマンツァ（2001）
- マリンバとピアノのためのパミールの響（2001）
- マリンバのための大聖堂幻想譚（2001）
- 箏三重奏曲 田園風幻想画（2002）
- 箏三重奏曲 譚饗（2002）
- トランペットと3台のマリンバのためのディヴェルティメント（2002）
- 十七絃箏曲 憾唄（2002）
- ヴァイオリンとピアノのためのマリンコニア（2002）
- ギターのためのモノローグ（2003）
- ギター二重奏のためのバラータ（2003）
- 讃歌 北風のしらべ（2003）
- 八重山幻想譜（2003）
- チェンバロのためのノクチュルヌ（2003）
- リコーダー、バスガンバ、チェンバロのためのトリプティーク（2003）
- フルートとギターのためのデュオローグ（2004）
- 津軽三味線とチェンバロのための演舞組曲（2005）
- 二十絃箏曲 憂愁譜（2005）
- 十七絃箏曲 寂唄（2006）
- マリンバと2人の打楽器奏者のためのコンサート・インターリュード（2003/2007）
- カスタネット、ヴァイオリン、ピアノのためのコンサート・アレグロ（2007）
- カスタネット、ヴァイオリン、マリンバ、ピアノのためのパミール・ラプソディ（2008）
- 三味線のための無窮動（2009）
- 女声三部とピアノのための「北方譚詩」1.北都七星 2.凍歌（2010）
- 混成四部とピアノのための「北方譚詩第二番」1．運河の町 2．森と海への讃歌（2011）
- 朗読と室内楽のためのポエジー 蝶の記憶（2011）
- 木管五重奏のためのディヴェルティメント（2012）
- 無伴奏混声四部のための「北方譚詩 第三番」1．夏～北緯四十三度の街 2．秋～歓びの坂 3．冬～吹雪 4．春～花だより（2012）
- 三人のフルート奏者のためのオブジェ（2013）
- ヴァイオリンと二十五絃箏のためのエレガンツァ（2013）
- 朗読と室内楽のためのポエジー第二番　黒い翅（2013）
- フルートとハープとヴィオラのための冬への幻想（2013）
- フルート、チェンバロ、弦楽のためのコンチェルト・グロッソ（2014）
- 独唱とピアノのための「北方幻譜」(2014)
- 二十五絃箏曲　凛華（2014）
- カスタネット、ヴァイオリン、ピアノのためのノーザンホースギャロップ（2014）
- 朗読と室内楽のためのポエジー第三番　愛の肖像（2016）
- 木管三重奏のためのオブジェII（2017）
- 舞踊と室内楽のためのモノクローム・トリロジー（2017）
- ピアノ三重奏のためのオブジェIII（2017）
- ギターのためのオブジェIV（2018）
- 春への幻想～ヴィブラフォンとピアノのために（2018）
- 「古雅組曲」～ソプラノ、ヴィオラ、チェンバロのために（2018）
- 「夏への幻想」～弦楽三重奏のために（2019）
- ピアノのためのオブジェV（2020）
- 「鎮魂二章」〜朗読とチェロ、独唱とピアノのために（2021）
- 「独白三章」〜独唱とピアノのために（2022/2023）
- 「譚歌二章」～独唱とピアノのための（2023）
- クラリネット五重奏曲（仮題）（2024）ミッテンヴァルト委嘱

編曲
- 黛敏郎の映画音楽をもとに交響組曲「東京オリンピック」を吹奏楽のために編曲。2010/5/1「奏楽堂の響き3」にて初演。
- 佐藤勝の映画音楽「ゴジラ対メカゴジラ」よりM29（決戦シーンの音楽）を吹奏楽のために編曲。2010/5/1「奏楽堂の響き3」にて初演。
- 佐藤勝の記録映画より交響組曲「札幌オリンピック」を吹奏楽のために編曲。2012/5/6「奏楽堂の響き4」にて初演。
- 黛敏郎「NNNニューステーマ」「栄光への5000キロメインテーマ」を吹奏楽のために編曲。2012/5/6「奏楽堂の響き4」にて初演。
- 佐藤勝の映画音楽組曲「用心棒」を吹奏楽に編曲。2012/12/2「東北大学吹奏楽部第34回定期演奏会」にて初演
- 伊福部昭：EXPO'70「三菱未来館」より嵐、火山を吹奏楽に編曲。2014/3/30「第3回伊福部昭音楽祭」にて初演
- 伊福部昭：交響ファンタジー「ゴジラVSキングギドラ」の一部を吹奏楽に編曲。2014/3/30「第3回伊福部昭音楽祭」にて初演
- 伊福部昭：管絃楽伴奏合唱版シレトコ半島の漁夫の歌をピアノ伴奏に編曲。2014/1/18「第62回北海道大学合唱団定期講演」にて初演

## CD
- dragoneyes／松村エリナ 二十一絃箏のための四つの小品集 収録
- 哘崎考宏 日本のギター作品第1集 - ウェイバックマシン（2009年4月13日アーカイブ分） ギターのためのモノローグ 収録
- 奏楽堂の響き3 吹奏楽編曲 黛敏郎：交響組曲「東京オリンピック」他収録
- 奏楽堂の響き4 吹奏楽編曲 佐藤勝：交響組曲「札幌オリンピック」他収録
- 第3回伊福部昭音楽祭ライヴ 伊福部昭：EXPO'70「三菱未来館」より嵐、火山　他収録

## 演奏会
2008年10月、北海道室蘭市にて、札幌交響楽団元首席打楽器奏者、カスタネット奏者の真貝裕司の演奏会の第2部で「堀井友徳の世界」と銘打って個展が開催された。その際、演奏された曲目は以下の通り。
第2部「堀井友徳の世界」
ヴァイオリンとチェンバロのためのロマンツァ（2000）※当日はピアノによる演奏
チェンバロのためのノクチュルヌ（2003）※当日はピアノによる演奏
カスタネット、ヴァイオリン、ピアノのためのコンサート・アレグロ（2007）
カスタネット、ヴァイオリン、マリンバ、ピアノのためのパミール・ラプソディ（2008）初演